# Sari Kees
Sari Kees (* 17. Februar 2001 in Belgien) ist eine belgische Fußballspielerin. Sie steht bei Leicester City unter Vertrag und spielte 2022 erstmals für die belgische Nationalmannschaft.

## Karriere

### Vereine
Sari Kees begann in ihrer Kindheit als Torhüterin bei SP Budingen. Ab einem Alter von 10 Jahren spielte sie bei den Oud-Heverlee Löwen und entwickelte sich dort zur Innenverteidigerin. Am 12. Juni 2019 wurde bekannt, dass Kees zum KRC Genk wechselt. Im April 2020 kehrte sie zu den Oud-Heverlee Löwen zurück. Am Ende der Saison belegte die Mannschaft in der Liga den zweiten Platz hinter RSC Anderlecht.
Im Juli 2024 wechselte sie für drei Jahre zu Leicester City.

### Nationalmannschaft
Kees spielte zunächst für die belgische U-15-Mannschaft, U-16-Mannschaft, U-17-Mannschaft, U-19-Mannschaft und U-23-Mannschaft. Mit der U-19-Mannschaft nahm sie an der U-19-Fußball-Europameisterschaft der Frauen 2019 teil und kam in den Gruppenspielen gegen Spanien, Deutschland und England zum Einsatz. Für die belgische Nationalmannschaft spielte sie erstmals am 16. Februar 2022 bei einem Spiel gegen die Slowakei im Rahmen des Pinatar Cup 2022. Bei der Fußball-Europameisterschaft der Frauen 2022 kam sie in allen drei Gruppenspielen und im Viertelfinale zum Einsatz, das gegen Schweden durch ein Tor in der Nachspielzeit mit 0:1 verloren wurde.
In der Qualifikation für die WM 2023 wurde sie fünfmal eingesetzt und erzielte ein Tor beim 7:0-Sieg im letzten Gruppenspiel gegen Armenien, durch den sich die Belgierinnen einen Platz in den Play-offs der Gruppenzweiten sicherten. Am Ende scheiterte sie mit ihrer Mannschaft aber in der ersten Runde der Play-offs durch eine 1:2-Niederlage gegen Portugal.
In der UEFA Women’s Nations League 2023/24 kam sie zu fünf Einsätzen. Als Gruppendritte mussten sie in die Play-offs gegen Ungarn. Sie kam in beiden Spielen, die jeweils mit 5:1 gewonnen wurden zum Einsatz und erzielte im Auswärtsspiel zwei Tore. In der am Ende erfolgreichen Qualifikation für die EM 2025 wurde sie in den sechs Gruppenspielen eingesetzt und erzielte ein Tor. Als Gruppendritte konnten sie sich nicht direkt qualifizieren, dies aber in den Play-offs nachholen, wobei sie auch in den vier Spielen eingesetzt wurde. Am 11. Juni 2025 wurde sie für die EM-Endrunde nominiert. Sie kam in den drei Gruppenspielen zum Einsatz, schied mit der Mannschaft aber als Gruppendritte nach der Vorrunde aus.